# Letališče Celovec
Letališče Celovec (IATA: KLU, ICAO: LOWK/LOXK) je letališče v Avstriji, ki primarno oskrbuje Celovec.

## Prevozniki in destinacije
| Prevozniki                                         | Destinacije |
| -------------------------------------------------- | --- |
| Air Berlin                                         | Berlin-Tegel, Düsseldorf [od 1. novembra], Hamburg, Hanover, Köln/Bonn                                                            |
| Austrian Airlines polete opravlja Tyrolean Airways | Dunaj |
| Germanwings                                        | Köln/Bonn |
| Lufthansa Regional polete opravlja Air Dolomiti    | München |
| Ryanair                                            | Göteburg-City [od 1. januarja 2011, sezonsko], Frankfurt-Hahn, London-Stansted, Stockholm-Skavsta [od 1. januarja 2011, sezonsko] |